# Irina Khabarova
Pour les articles homonymes, voir Khabarova.
Irina Khabarova, née le 18 mars 1966, est une athlète russe, évoluant sur le sprint. Son principal résultat est une médaille d'argent en relais 4 × 100 m avec aux Jeux olympiques d'Athènes. 

## Palmarès

### Jeux olympiques d'été
- Jeux olympiques d'été de 2000 à Sydney ( Australie)
  - 5e en relais 4 × 100 m
- Jeux olympiques d'été de 2004 à Athènes ( Grèce)
  - éliminée en série du 100 m
  -  Médaille d'argent en relais 4 × 100 m

### Championnats du monde d'athlétisme
- Championnats du monde d'athlétisme de 2007 à Osaka ( Japon)
  - éliminée en quart de finale sur 100 m

### Championnats d'Europe d'athlétisme
- Championnats d'Europe d'athlétisme de 2002 à Munich ( Allemagne)
  -  Médaille de bronze en relais 4 × 100 m
- Championnats d'Europe d'athlétisme de 2006 à Göteborg ( Suède)
  -  Médaille de bronze sur 100 m
  -  Médaille d'or en relais 4 × 100 m

### Autre
- Championne de Russie sur 200 m : 2004.